# Conus aemulator
Conus aemulator é uma espécie de gastrópode do gênero Conus, pertencente à família Conidae.